# Джетсоны
«Дже́тсоны» (англ. The Jetsons) — американский научно-фантастический мультипликационный ситком студии «Ханна-Барбера». В мультфильме отражены многие популярные идеи из фантастики середины XX века.
Этот мультфильм также являлся вдохновением для создания аниме в жанре Sci-Fi в Японии.

## Описание
Сериал представлял собой анимационный ситком, наподобие выпускавшегося той же студией сериала «Флинтстоуны».
По сюжету, действие сериала происходит в 2060-х годах — примерно через 100 лет после выхода первых серий. Вселенная Джетсонов представляет собой утопичный мир, где большую часть работы делают за людей машины. С помощью машин люди даже одеваются, умываются и перемещаются по дому. Для выполнения любой работы достаточно нажать кнопку, и именно это — основная обязанность Джорджа в компании «Космические Шестерёнки Спейсли», где он работает 3 часа в день 3 дня в неделю.
Мир 2060-х годов в Джетсонах вобрал в себя многие популярные в США футуристические концепции середины XX века, включая архитектурный стиль «гуги», человекоподобных роботов, инопланетян и причудливые технические приспособления.
Оригинальный сериал состоял из 24 серий, демонстрировавшихся с 1962 по 1963 год. Через 22 года, в 1985 году была выпущена 41 серия, а в 1987-м — ещё 10, а в 1990-м — полнометражный мультфильм. Новые серии отличались большим упором на научно-фантастическую составляющую и были рассчитаны в большей степени на детскую аудиторию. Также в новых сериях не было закадрового смеха.

## Персонажи
- Джордж Джетсон: 38 лет, любящий семью человек, которому всегда кажется, что он поступает неправильно. Он работает 15 часов в неделю (полный рабочий день в его мире) в корпорации «Космические шестерёнки Спейсли» (Spacely Space Sprockets). Он женат на Джейн и у них двое детей: Элрой и Джуди.
- Джейн Джетсон: 33 года, супруга Джорджа, мать двух детей, домохозяйка. Джейн одержима модой и техническими новинками; её любимый магазин — «Лунные дали» (Mooning Dales). Она всегда пытается сделать лучшее для своей семьи. Вне дома она входит в состав Исторического общества женщин Галактики и является поклонником «Леонардо ди Венере» и «Пикассо Пиа».
- Джуди Джетсон: 16 лет — дочь Джорджа, стереотипная девушка-подросток со светскими интересами: мальчики, одежда, знакомства, молодёжная музыка. Ведёт «цифровой» дневник. Очень любит своего младшего братика Элроя.
- Элрой Джетсон: 7 лет, младший ребёнок в семье, очень умный и способный мальчик, послушный и хорошо воспитанный. Посещает Школу Малой Медведицы, где идёт изучение космических исследований истории, астрофизики и звёздной геометрии.
- Роза: домработница-робот. Хоть Рози является устаревшей моделью робота-домработницы и не всегда хорошо готовит, Джетсоны отказываются покупать другую. Рози отличает армейская дисциплина, однако она часто высказывает мысли вслух, когда другие предпочитают промолчать.
- Астро: собака Джорджа. До семьи Джетсонов Астро был известен как «Тральфаз» и принадлежал сказочно богатому господину Готтрокету. Очень умный пёс, умеет разговаривать.
- Мистер Спейсли: начальник Джорджа и владелец корпорации «Космические шестерёнки Спейсли», основанной в 1937 г. Озабочен развитием бизнеса «любой ценой»; при этом обвиняет Джорджа, с которым знаком с детства, во всех негативных последствиях своих начинаний (вплоть до ставшего штампом «Джетсон, ты уволен‼»).
- Мистер Когсвел: владелец корпорации «Космические винты Когсвела» (Cogswell's Cosmic Cogs), конкурент Спейсли. Главный антагонист фильма. Систематически занимается промышленным шпионажем, но обычным результатом кражи идей Спейсли становится лишь получение неприятностей раньше последнего. Немотивированной вспыльчивостью напоминает м-ра Слейта (Mr. Slate) «Флинтстоунов».
- Генри Орбит: комендант апартаментов Джетсонов; неунывающий рукодельник: создал робота Мака, который влюбился в Розу.
- Орбити: инопланетянин; ещё один любимец семьи Джетсонов. Выражает свои эмоции меняя цвет.

## Роли озвучивали
- Джордж — Джордж О’Хэнлон
- Джейн — Пенни Синглтон
- Джуди — Джанет Уолдо
- Элрой — Доуз Батлер (в фильме озвучивал Патрик Зиммерман)
- Астро — Дон Мессик
- Роузи — Джин Вандер Пил
- Мистер Спейсли — Мел Бланк
- Мистер Когсвел — Доуз Батлер
- Генри Орбит — Доуз Батлер; в первых эпизодах — Говард Моррис
- Орбити — Фрэнк Уэлкер

## Полнометражные мультфильма
Первой компанией, предложившей в 1985 году снять полнометражной игровой фильм про Джетсонов, была Paramount Pictures, однако её планы не увенчались успехом. Затем в конце 1980-х годов к этой идее вернулась Universal Studios, что вылилось в полнометражный мультфильм «Семья Джетсонов» (Jetsons: The Movie), вышедший в американский прокат 6 июля 1990 года. С конца 1990-х правами на Джетсонов владеет компания Warner Bros., которая изначально планировала снять полнометражный игровой фильм, а в качестве режиссёров-постановщиков рассматривались Адам Шенкман и Роберт Родригес. Однако 23 января 2015 года Warner Bros. анонсировала новый полнометражный мультфильм. 28 февраля 2017 года вышел мультфильма «Джетсоны & Рестлинг: Робо-Рестлинг».